# Sibiu Cycling Tour
Sibiu Cycling Tour – wieloetapowy wyścig kolarski rozgrywany od 2011 corocznie w rumuńskim okręgu Sybin.
Od pierwszej edycji wyścigu w 2011 należy on do cyklu UCI Europe Tour – początkowo miał kategorię 2.2, a od 2013 roku 2.1.
Początkowy zwycięzca edycji z 2011, Bułgar Władimir Koew, został zdyskwalifikowany za stosowanie dopingu podczas rozegranego miesiąc wcześniej wyścigu Dookoła Rumunii, w związku z czym jego wynik w Sibiu Cycling Tour również został wykreślony, a kolejnych zawodników przesunięto w klasyfikacji na wyższe pozycje.

## Lista zwycięzców
Opracowano na podstawie:
| Rok  | Pierwsze           | Drugie              | Trzecie             |
| ---- | ------------------ | ------------------- | ------------------- |
| 2011 | Alessio Marchetti  | Ołeksandr Szejdyk   | Sascha Weber        |
| 2012 | Víctor de la Parte | Matija Kvasina      | Artiom Topczaniuk   |
| 2013 | Davide Rebellin    | Matija Kvasina      | Constantino Zaballa |
| 2014 | Radoslav Rogina    | Davide Rebellin     | Primož Roglič       |
| 2015 | Mauro Finetto      | Davide Rebellin     | Serghei Țvetcov     |
| 2016 | Nikołaj Michajłow  | Francesco Gavazzi   | Alex Turrin         |
| 2017 | Egan Bernal        | Colin Stüssi        | Valentin Baillifard |
| 2018 | Iván Sosa          | Aleksiej Rybałkin   | Aleksandr Własow    |
| 2019 | Kevin Rivera       | Daniel Muñoz        | Radoslav Rogina     |
| 2020 | Gregor Mühlberger  | Patrick Konrad      | Matteo Badilatti    |
| 2021 | Giovanni Aleotti   | Fabio Aru           | Michal Schlegel     |
| 2022 | Giovanni Aleotti   | Harm Vanhoucke      | Cian Uijtdebroeks   |
| 2023 | Mark Donovan       | Lennert Van Eetvelt | Jakub Otruba        |
| 2024 | Florian Lipowitz   | Andreas Leknessund  | George Bennett      |
| 2025 |                    |                     |                     |